# Lets voetbalkampioenschap 1961
Het Lets voetbalkampioenschap 1961 was het 18e voetbalseizoen gespeeld van de Letse SSR, voorheen was Letland onafhankelijk en speelden de clubs in de  Virslīga. 
ASK werd voor de tweede keer kampioen.

## Stand
| Pos | Team          | Wed | W | G | V | Ptn | DV | DT | +/− |
| --- | ------------- | --- | - | - | - | --- | -- | -- | --- |
| 1   | ASK           | 7   | 7 | 0 | 0 | 14  | 31 | 3  | +28 |
| 2   | Pilots        | 7   | 5 | 0 | 2 | 10  | 18 | 6  | +12 |
| 3   | Tosmares c    | 7   | 3 | 2 | 2 | 8   | 13 | 9  | +4  |
| 4   | Broceni       | 7   | 3 | 0 | 4 | 6   | 12 | 12 | 0   |
| 5   | Ventspils     | 7   | 2 | 2 | 3 | 6   | 9  | 15 | −6  |
| 6   | RVR           | 7   | 2 | 1 | 4 | 5   | 12 | 16 | −4  |
| 7   | FK Daugavpils | 7   | 2 | 0 | 5 | 4   | 6  | 28 | −22 |
| 8   | Vulkans       | 7   | 1 | 1 | 5 | 3   | 8  | 20 | −12 |

## Kampioen
| Virslīga 1961              |
| Letland                    |
| -------------------------- |
| FK ASK Kampioen (2° titel) |